# 黄アルム
黄 アルム（ファン・アルム, 英語: Huang Ah-Reum, 朝鮮語: 황 아름、1987年10月17日 - ）は、大韓民国ソウル特別市出身の女子プロゴルファーである。所属フリー。

## 来歴
2006年4月に韓国女子プロゴルフ協会（KLPGA）に入会しプロ転向、その後KLPGAツアーでの優勝はない。
2007年、日本女子プロゴルフ協会（JLPGA）下部のステップ・アップ・ツアーに参戦。
2008年5月のステップ・アップ・ツアー「ジョイント・コーポレーションカップ」で下部ツアーながらプロ初優勝、その後同ツアーでもう1勝した。同年7月JLPGA最終プロテストに進出しトップ合格を果たす。同年JLPGAツアーの年間獲得賞金ランキング（賞金ランク）44位で自身初のシード入り。
2009年4月JLPGAツアー「ヤマハレディースオープン葛城」で2位に8打差をつける通算11アンダーで同ツアー初優勝。同年賞金ランク22位、その後2013年まで6年連続賞金シード入りを果たす。
2014年1月19日19時20分頃、宿泊先のホテルに向かうため神奈川県二宮町二宮の県道で乗用車を運転中に、付近在住の90歳男性をはねる交通事故を起こし、神奈川県警察大磯警察署に自動車運転過失傷害の現行犯で逮捕される。その後男性が死亡したため、容疑が同過失致死に切り替えられた。1月21日に釈放された後、1月23日に記者会見を行い、当面活動を自粛することを明かした。その後、遺族との示談が成立、3月25日に小田原簡易裁判所から罰金30万円の略式命令を受けた。4月28日のJLPGA懲戒諮問委員会および臨時理事会で、5月27日までの1カ月の間、会員としての権利の停止を決定した。その後5月30日の「リゾートトラストレディス」で復帰した。
2014年から2017年の間は2015年のみ賞金ランク43位でシード入りした。
2018年7月の「大東建託・いい部屋ネットレディス」では、同胞のイ・ミニョンをプレーオフで下し、2009年の「ヤマハレディースオープン葛城」以来となるJLPGAツアー2勝目を挙げた。この優勝は同ツアーでは中嶋千尋の9年297日に次ぐ史上2位となる9年115日の長期ブランクを克服してのものであり、本人も「あまりにも長すぎて（前回の優勝を）忘れるぐらいだった」と述懐したほどであった。その後、「NEC軽井沢72ゴルフトーナメント」、「伊藤園レディスゴルフトーナメント」にも優勝し年間3勝、年間獲得賞金は91,983,225円となり、賞金ランクで自己最高位となる6位になった。
2019年10月、台風19号の影響で27ホールに競技短縮されたJLPGAツアー「スタンレーレディスゴルフトーナメント」で同ツアー5勝目。最終的に賞金ランク16位となり、2年連続のシード入りを果たす。